# Kirche Hl. Großmärtyrer Pantaleon (Dobrinja)

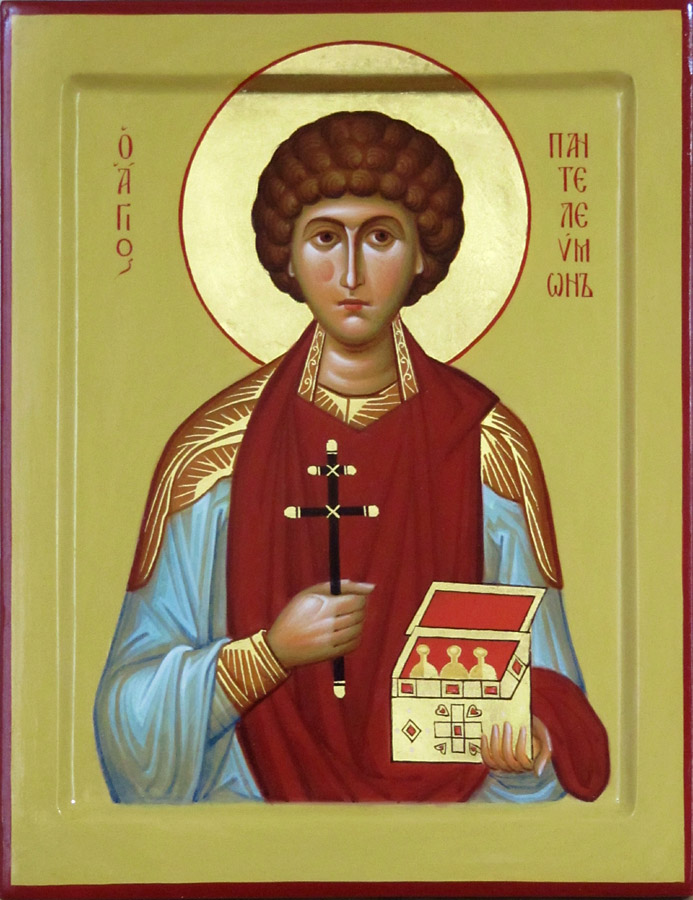
Ikone des Hl. Großmärtyrer Pantaleon, dem Patronen der Kirche zu Dobrinja

Die Kirche Hl. Großmärtyrer Pantaleon  (serbisch: Црква Светог великомученика Пантелејмона, Crkva Svetog velikomučenika Pantelejmona) ist eine Serbisch-orthodoxe Filialkirche im nördlichen Bosnien und Herzegowina. Sie befindet sich im zur GemeindeModriča gehörenden Dorf Dobrinja.
Die von 2004 bis 2012 erbaute Kirche ist dem Heiligen Großmärtyrer Pantaleon geweiht. Sie ist eine Filialkirche der Pfarrei Modriča I im Dekanat Modriča-Gradačac der Eparchie Zvornik-Tuzla der Serbisch-Orthodoxen Kirche.

## Lage
Die Kirche steht im Dorfzentrum von Dobrinja, das um die 480 Einwohner zählt. Dobrinja und die ganze Opština Modriča liegen in der Region Posavina. Das Dorf Dobrinja liegt unmittelbar südlich der Stadtgrenze der Gemeindehauptstadt Modriča und wird immer mehr deren Vorort. 

## Geschichte
Vor dem Bosnienkrieg (1992–1995) lebten im Dorf Dobrinja mehrheitlich Römisch-katholische bosnische Kroaten. Während des Krieges wurden diese von Serben vertrieben oder waren geflohen. Wiederum zogen nach Ende des Krieges serbische Flüchtlinge und Vertriebene aus insgesamt 17 bosnisch-herzegowinischen Gemeinden in das Dorf. 
Die Dorfbewohner erbaten den Segen des damaligen Bischofs (Episkopen) der Eparchie Zvornik-Tuzla Vasilije (Kačavenda) den Bau einer Kirche zu genehmigen, in der sich alle Dorfbewohner treffen und die Heilige Liturgie miteinander feiern konnten. 
Als Ktitoren (Stifter) der Kirche gelten alle Dorfeinwohner von Dobrinja, mit ihren Präsident des Bauausschusses an der Spitze Kosta Lazić. Hr. Kosta Lazić erhielt auf den Vorschlag des Bischofs Vasilije (Kačavenda) den Orden des Hl. König Milutin von der Heiligen Bischofssynode der Serbisch-orthodoxen Kirche, für seine Bemühungen an dem Kirchenbau der Kirche Hl. Großmärtyrer Pantaleon verliehen. 
Der Bischof erteilte seinen Segen. Und der Bau der Kirche begann am 2. April 2004. Das Kirchenbauprojekt hatte das aus der nordbosnischen Stadt Brčko stammende Architektenbüro Astra-Plan entworfen. Am 14. September 2008 wurden die Kirchenfundamente vom Bischof Vasilije (Kačavenda) eingeweiht. Und am 28. Oktober 2012, nach achtjähriger Bauzeit wurde die Kirche vom Bischof Vasilije (Kačavenda) feierlich eingeweiht. 
Bei der Einweihung der Kirche wurden Nedeljko Kovačević als Kirchenpate und Aleksa Ristić als Ikonostasenpate ernannt.

## Architektur
Die einschiffige Kreuzkuppelkirche wurde im serbisch-byzantinischen Stil erbaut, mit einer Altar-Apsis im Osten, einer Rundkuppel über der Mitte des Kirchenschiffs an der Kreuzung der Seitenarme der Kirche und einem hohen Kirchturm mitsamt einer Kirchglocke und einem Eingangsportal im Westen.
Die Kirche ist aus Kleinziegeln erbaut worden und besitzt die Dimensionen 24,5 х 11 m. Der Kirchturm und die Rundkuppel wurden mit Blech, das Dach des Kirchenschiffes mit Ziegeln abgedeckt. Eingänge in die Kirche befinden sich an der West- und Nordseite. Die Kirche besitzt zwei silberne Kreuze.
Die Kirche Hl. Großmärtyrer Pantaleon ist derzeit nicht mit byzantinischen Fresken ausgemalt.
Die Ikonostase aus Walnussbaumholz wurde in der Werkstatt von Vitomir Marković aus dem Dorf Ukrinica bei der Stadt Teslić geschnitzt. Die Ikonen auf der Ikonostase wurden in der Werkstatt des Slobodan Janićijević aus der zentralserbischen Stadt Jagodina gemalt.

## Priester der Kirche
Erster Priester der Kirche war Bogdan Todić. Der Zweite und bis heute amtierende Priester ist Siniša Lazić. Dank der unermüdlichen Bemühungen beider Priester, konnte die Kirche zur Freude aller Dorfbewohner gebaut werden. Ebenfalls dienen in der Kirche die zwei weiteren Pfarreipriester der Kirchgemeinde Modriča Pero Tanacković und Goran Panjkov.